# 查梅因·克鲁克斯
查梅因·克鲁克斯（英語：Charmaine Crooks，1962年8月8日—），加拿大女子田径运动员。她曾代表加拿大参加1984年、1988年、1992年和1996年夏季奥林匹克运动会田径比赛，其中1984年奥运会获得一枚银牌。